# Список округов Трипуры
Округ штата Трипура — административная единица штата, управляемая чиновником (помощник комиссара) из Индийской административной службы. Ему помогают многочисленные помощники, главы департаментов, отвечающих за развитие определённых областей народного хозяйства.
По данным на 2010 год, число округов равнялось четырём. Окружное деление было введено в 1970 году. Тогда было 3 округа. Округ Дхалай создан в 1995 году.
В 2012 году введено деление на 8 округов.

## Список округов на 2010 год
| Почтовый код | Округ            | Административный центр | Население (2001) | Площадь | Плотность населения |
| DH           | Дхалай           | Амбасса                | 307 417          | 2523    | 122                 |
| NT           | Северная Трипура | Кайлашахар             | 590 655          | 2821    | 209                 |
| ST           | Южная Трипура    | Удайпур                | 762 565          | 2152    | 354                 |
| WT           | Западная Трипура | Агартала               | 1 530 531        | 2997    | 511                 |

## Список округов на 2012 год
- Агартала — Агартала
- Амбасса — Амбасса
- Белония — Белония
- Гомати — Удайпур
- Дхарманагар — Дхарманагар
- Кховаи — Кховаи
- Сипахиджала — Бисрамгандж
- Унакоти — Кайлашахар